# Székesfehérvár
Székesfehérvár o Alba Regia (pronunciado /ˈseːkɛʃfɛˈheːrvaːr/ (escucharⓘ), tr.: Sékeshfejervar) es una ciudad y condado urbano (megyei jogú város en húngaro) en Hungría central, a unos 65 km al suroeste de Budapest. Székesfehérvár es la capital del condado de Fejér y de la región de Transdanubio Central, y es la novena ciudad más poblada del país.
Durante la Edad Media, la ciudad era una residencia real y, por tanto, una de las más importantes de Hungría. El nombre húngaro significa castillo (vár) blanco (fehér) de la sede (szék). Es sede de la Universidad de Ciencias Aplicadas Kodolányi János.

## Historia
A finales del reinado del rey Esteban I de Hungría se terminó de construir la basílica de Székesfehérvár, la cual era tan grande que en ella cabían 9000 personas, siendo una de las más colosales construcciones de la época en Europa. Considerando que durante la Edad Media la población total de la ciudad rondaba los 10 000 habitantes, este edificio estaba planeado para albergar al mismo tiempo a todos ellos. En ella se coronaron treinta y siete reyes y treinta y nueve reinas consortes, se sepultaron quince soberanos y casi una decena de otros personajes reales húngaros. En esta edificación también se reunía la Dieta y se guardaban las joyas de la corona hasta mediados del siglo XIV, cuando fueron transferidas a la ciudad de Visegrado. 
La basílica de Fehérvár fue ocupada, saqueada y destruida por los otomanos luego de 1526, y fue usada posteriormente durante un tiempo como depósito de barriles de pólvora. Finalmente, un rayo hizo estallar el polvorín y la basílica y todas las tumbas de los reyes quedaron destruidas, permaneciendo en el olvido durante varios siglos. A finales del siglo XIX, una expedición arqueológica halló los restos mortales de quince personas entre los escombros que cubrían la basílica. Sin poder identificar exactamente a quienes pertenecían, fueron colocados en recipientes especiales bajo una cripta común cubierta por una enorme placa de cemento en la mitad del "jardín de ruinas" (romkert), el sitio turístico actual donde se pueden visitar los restos de la basílica.
Durante la fase final de la Segunda Guerra Mundial, en sus alrededores tuvo lugar una contraofensiva alemana en marzo de 1945, antes de que los ejércitos alemanes fueran finalmente expulsados del país al mes siguiente.

## Reyes enterrados en la ciudad
Fehérvár se convirtió en el alfa y omega de muchos monarcas medievales húngaros, pues era el sitio tradicional de coronación e igualmente el lugar de entierro de muchos de los reyes y príncipes. Los monarcas enterrados en Széfesfehérvár fueron:
- San Emerico de Hungría (1031)
- San Esteban I de Hungría (1038)
- Coloman el Bibliófilo (1116)
- Álmos el ciego (1129)
- Bela II de Hungría (1141)
- Geza II de Hungría (1162)
- Esteban IV de Hungría (1165)
- Inés de Châtillon (1184)
- Bela III de Hungría (1196)
- Ladislao III de Hungría (1205)
- Carlos I Roberto de Hungría (1342)
- Luis I de Hungría (1382)
- Alberto de Hungría (1439)
- Matías Corvino (1490)
- Vladislao II de Hungría (1516)
- Luis II de Hungría (1526)

## Deportes
Székesfehérvár tiene un equipo de fútbol, el FC Fehérvár, conocido por motivos de patrocinio como MOL Vidi. Su estadio es el Sóstói Stadion, con capacidad para 13 500 espectadores. Su mejor participación fue en la Copa de la UEFA 1984-85, donde llegó a la final ante Real Madrid y quedó subcampeón. El MOL Vidi juega en la Nemzeti Bajnokság I, la máxima competición en Hungría, y también disputa la edición 2020-21 de su liga y la Copa de Hungría para llegar a alguna copa europea. Forma parte de la UEFA y la FIFA.

## Ciudades hermanadas
La ciudad de Székesfehérvár está hermanada con:
- Alba Iulia (Rumania)
- Banská Štiavnica (Eslovaquia)
- Birmingham (Estados Unidos)
- Blagóevgrad (Bulgaria)
- Bratislava (Eslovaquia)
- Cento (Italia)
- Changchun (República Popular China)
- Chorley (Reino Unido)
- Erdenet (Mongolia)
- Kemi (Finlandia)
- Kocaeli (Turquía)
- Lugansk (Ucrania)
- Miercurea Ciuc (Rumania)
- Opole (Polonia)
- Schwäbisch Gmünd (Alemania)
- Zara (Croacia)